# Xu Yanwei
Pour les articles homonymes, voir Xu.
Dans ce nom chinois, le nom de famille, Xu, précède le nom personnel.
Xu Yanwei (chinois simplifié : 徐妍玮 ; chinois traditionnel : 徐妍瑋 ; pinyin : Xú Yánwěi), née le 14 juin 1984 à Shanghai, est une ancienne nageuse chinoise spécialiste de la nage libre. Elle est médaillée de bronze en relais aux Jeux de 2004.

## Palmarès

### Jeux olympiques
- Jeux olympiques de 2004 à Athènes ( Grèce) :
  -  médaille d'argent du 4 × 200 m nage libre

### Championnats du monde en grand bassin
- Championnats du monde 2001 à Fukuoka ( Japon) :
  -  médaille de bronze du 4 × 100 m 4 nages
- Championnats du monde 2003 à Barcelone ( Espagne) :
  -  médaille de bronze du 4 × 200 m nage libre
- Championnats du monde 2007 à Melbourne ( Australie) :
  -  médaille de bronze du 4 × 100 m 4 nages

### Championnats du monde en petit bassin
- Championnats du monde 2002 à Moscou ( Russie) :
  -  médaille d'or du 4 × 200 m nage libre
  -  médaille de bronze du 100 m nage libre
  -  médaille de bronze du 200 m nage libre
  -  médaille de bronze du 4 × 100 m nage libre
  -  médaille de bronze du 4 × 100 m 4 nages
- Championnats du monde 2006 à Shanghai ( Chine) :
  -  médaille d'argent du 4 × 200 m nage libre
  -  médaille de bronze du 4 × 100 m 4 nages

### Jeux asiatiques
- Jeux asiatiques de 2002 à Busan ( Corée du Sud) :
  -  médaille d'or du 50 m nage libre
  -  médaille d'or du 100 m nage libre
  -  médaille d'or du 4 × 100 m nage libre
  -  médaille d'or du 4 × 200 m nage libre
  -  médaille d'or du 4 × 100 m 4 nages
  -  médaille d'argent du 200 m nage libre

- Jeux asiatiques de 2006 à Doha ( Qatar) :
  -  médaille d'or du 50 m nage libre
  -  médaille d'or du 100 m nage libre
  -  médaille d'or du 4 × 100 m nage libre
  -  médaille d'argent du 50 m papillon
  -  médaille d'argent du 100 m papillon